# 让-保罗·里奥皮勒广场
让-保罗·里奥皮勒广场（Place Jean-Paul-Riopelle）是一个广场，位于加拿大魁北克蒙特利尔的国际区（Quartier international）。
广场南到圣安托万街（Saint Antoine Street）和城堡风格的27层希尔顿酒店，东面是 Bleury街和蒙特利尔会议中心，西面是CDP Capital Centre，北面是威格大道（Viger Avenue）。

## 历史
广场开辟于2004年，位于魁北克720号高速公路上方。广场以2002年去世的魁北克艺术家让-保罗·里奥皮勒命名。他的喷泉雕塑La Joute从奥林匹克公园搬来这个广场。

## 特征

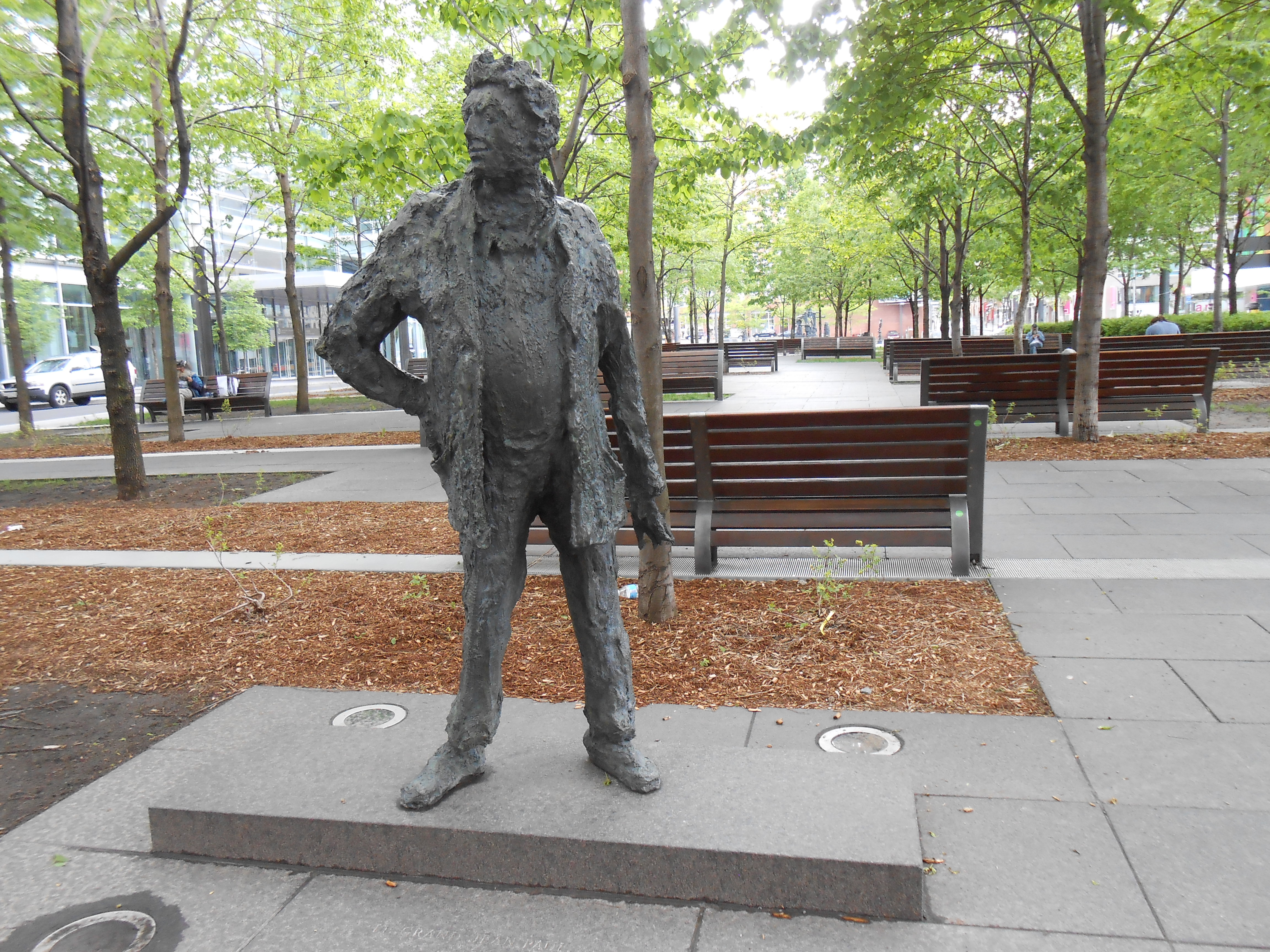
Le Grand Jean-Paul (2003)

在广场的北部，在水池中央是让-保罗·里奥皮勒的雕塑，题为La Joute，其中央元素是一个喷泉。在夏天的夜晚，水面上会出现一圈火。雕塑最初在自1976年安放在奥林匹克公园。
让-保罗·里奥皮勒本人的雕像“伟大的让-保罗” (Le Grand Jean-Paul) 则位于广场南部的树丛中，是由Roseline Granet在2003年创作。
让-保罗·里奥皮勒广场上有88棵树，属于糖枫和山核桃等十一个不同的物种。